# Iwan Knorr

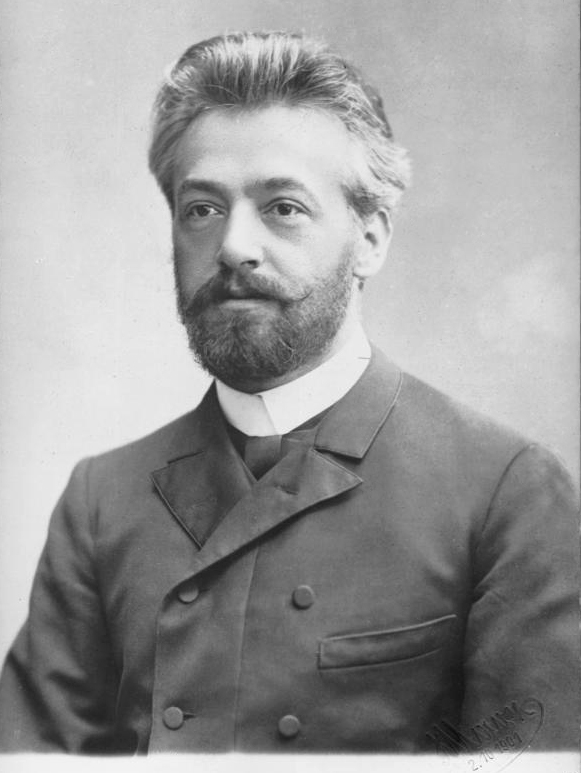
Iwan Knorr (1901)

Iwan Knorr (pseudonym: I. O. Armand), född 3 januari 1853 i Gniew i provinsen Västpreussen, Preussen (numera Polen), död 22 januari 1916 i Frankfurt am Main) var en tysk tonsättare och musikpedagog.

## Biografi
Iwan Knorr var elev till Ignaz Moscheles, Ernst Friedrich Richter och Carl Reinecke vid konservatoriet i Leipzig. Han blev musiklärare 1874 och 1878 ledare för den musikteoretiska undervisningen vid det kejserliga musiksällskapet i Charkiv i Ukraina. År 1883 blev han lärare i musikteori och komposition vid konservatoriet i Frankfurt am Main och 1908 dess chef. 

## Verk i urval
- Variationer över ett tema av Robert Schumann för pianotrio, op. 1
- Pianokvartett Ess-dur, op. 3
- Ukrainska kärlekssånger för vokalkvartett med pianoackompanjemang, op. 5
- Variationer över en ukrainsk folkvisa för orkester, op. 7 (utgiven av Breitkopf & Härtel, 1891)
- Variationer över en rysk folkvisa für Klavierduo, op. 8
- 8 sånger för blandad kör, op. 11
- Symfonisk fantasi, op. 12, 1899
- Serenad G-dur för orkester, op. 17
- Dunja, opera, 2 akter, op. 18 (uruppförande 1904 i Koblenz)
- Svit för orkester Från Ukraina, op. 20
- Die Hochzeit, opera (1907 i Prag)
- Durchs Fenster, opera, 1 akt (1908 i Karlsruhe)

## Elever i urval
- Ernest Bloch
- Bror Persfelt
- Hans Pfitzner
- Ernst Toch